# Церква Різдва Пресвятої Богородиці (Нижній Вербіж)
Церква Різдва Пресвятої Богородиці — дерев'яна церква в селі Нижній Вербіж Коломийського району Івано-Франківської області, споруджена в 1756—1808 роках. Видатна пам'ятка архітектури та монументального мистецтва. 21 червня 2013 року на 37-й сесії Комітету Світової спадщини ЮНЕСКО, що проходила у Камбоджі, Церква Різдва Пресвятої Богородиці, разом з іншими дерев'яними церквами карпатського регіону, була включена у список світової спадщини ЮНЕСКО.

## Історія
Церква Різдва Пресвятої Богородиці розташована в західній частині села на схилі пагорба. За переказами, нинішню церкву Різдва Пресвятої Богородиці збудував за опришківські гроші Григір Мельник, який прожив 114 років і тут же коло церкви похований.. 
"Найясніший пан, австрійський цісар Фердинанд, — писала 1812 року «Gazeta Lwowska» у зв'язку з будівництвом церкви нагородив Григорія Семенюка  золотою медаллю "За заслуги".
Епіграф на могилі свідчить: 
"Б + П / тутъ спочиває Р.Б. / Григорій Семенюк / Мельникъ / добродітель і про- / візоръ сіѧ ц~ркви. / проживъ літъ 114 / а преста-висѧ року / 1822". Над порталом церкви є донаторський напис, який також свідчить, що "сиа цер-ков єсть за стараіємь cowpɣжи титора Григориа Сємєнюка и прочіихь провьзоров рокɣ БЖ 1788 IAWI МЦА МАІ ДИА 3". 
Донаторський напис перед входом називає Григорія Семенюка та «прочіх провізоровь» і вказує дві дата -1788 та 1808 (IAWI) перша дата, очевидно, є роком випосадження церкви, друга із таким докладним уточненням, можливо, дата кінцевого її опорядження та освячення.
Місцеві краєзнавці Михайло Ласійчук та Іван Лудчак вважають, що будівництво церкви розпочалося 1756 року.
На думку дослідниці Надії Бабій, церква Різдва Богородиці у селі Нижній Вербіж не належить до типологічної групи гуцульських дерев'яних споруд, а повторює форми сакральних споруд Поділля та Слобожанщини. Розглянемо аргументи Н.Бабій нижче.
В 2018 році церква визнана об’єктом культурної спадщини національного значення, який внесено до Державного реєстру нерухомих пам’яток України (№ 090024-Н).

## Історико-архітектурні елементи та аналіз церкви
Публікація в газеті «Урядовий кур'єр» від 23 червня 2009 р., повідомляла про те, що Міністерство культури та туризму України спільно з польським Центром досліджень та документування історичних пам'яток працюють над проєктом «Сакральна архітектура Прикордоння», який передбачає перепис об'єктів обох країн для занесення їх до Всесвітньої культурної спадщини ЮНЕСКО. Серед претендентів — дерев'яні церкви Західної України, збудовані в гуцульському стилі. Однак польсько-українська комісія вже висловила свої застереження до деяких дерев'яних пам'яток що зазнали стихійного втручання під час ремонтів і добудов.
Це стосується п'ятибанного дерев'яного собору Пресвятої Богородиці в селі Нижній Вербіж на Івано-Франківщині, перекритого бляхою майже по всій поверхні замість старого гонту, що «є взірцем гуцульської архітектури» Ця ж інформація широко була висвітлена в інформаційних новинах телеканалів «ІНТЕР», «1+1» тощо. Аналогічне твердження: «Церква чітко відповідає канонам гуцульської церкви» повідомлялось в інтерв'ю Управління культури Івано-Франківської ОДА для ТРК «Вежа» від 24 грудня 2009 року у зв'язку з нарадою з питань підготовки спільної транскордонної номінації «Дерев'яні церкви українських і польських Карпат», що відбулась у Львові. Вище названа церква включена до Державного реєстру нерухомих пам'яток України за 825-М-Рішення ОВК від 18.06.1991, № 112.
Зазначені медіа-джерела зауважують на необхідність проведення комплексного дослідження пам'ятки та її паспортизації.
Власне таке саме неодноразове наголошення на «гуцульському типі» церкви зобов'язувало внести деякі уточнення до означень.
Слід зауважити та вказати на роль ЗМІ у пропаганді цінностей етнодизайну з'ясувати особливості планувальної та просторової систем, використаній при будівництві церкви Різдва Богородиці у с. Нижній Вербіж. Також розглянути з цим історичні факти, що стосуються будівництва та фундатора, що мали вплив на появу храму п'ятибанної конструкції в регіоні.
Паспорт пам'ятки складений Державним науково-реставраційним управлінням Івано-франківської обл. у серпні 2009 року, інформація стосується, в основному, обмірних характеристик та зовнішнього опису, матеріалів будівництва. Ні спростування твердження про "гуцульський тип" церкви, ні наведення фактів до якогось іншого етнографічного типу ця стаття не містить. Попри велику кількість спеціальної вітчизняної та закордонної літератури присвяченої українському народному сакральному будівництву, географічну близькість церкви Різдва Богородиці в селі Нижній Вербіж до відомих кулуарних та етнографічних центрів — Коломиї та Косова, дана пам'ятка з невідомих причин залишалась поза увагою професійних дослідників, мистецтвознавчий аналіз пам'ятки досі не проводився. Єдина публікація про храм має краєзнавчий характер.
Першим поважним дослідником галицької старовини українського дерев'яного будівництва був історик і етнограф Я. Головацький, який започаткував першу хвилю наукових праць, що ознайомила світ з існуванням цінних сакральних об'єктів. Дерев'яна сакральна архітектура України широко представлена у таких документальних працях, як «Історія української архітектури» (1956), «Нариси історії архітектури Української УРСР»(1957), «Історія українського мистецтва (1966—1970)». Найбільше публікацій щодо галицьких дерев'яних церков зроблено А Лушпинським, Д. Щербаківським, М. Голубцем. Д. Антоновичем, В Січинським. Пізніше опубліковані праці Г. Логвина, П. Юрченка, П. Макушенка, І. Могитича. Останнє десятиріччя можна відзначити виходом багатьох монографій, присвячених проблемам дерев'яного будівництва в Україні, розробці загальних питань генези розвитку української церкви конкретного регіону, статистиці та структурі греко-католицької та православної церков у межах Речі Посполитої польськими дослідниками.
Інтерес до вивчення дерев'яних церков не слабне і сьогодні. Всі, хто писав про українську церковну архітектуру, відзначали дивовижне розмаїття творів. Як справедливо відзначив Я. Тарас, «головною помилкою у вивченні джерел українського дерев'яного сакрального будівництва с однобокість методологічних підходів до цієї проблеми, що змушувала постійно боронити українське дерев'яне сакральне будівництво від посягань зовні, не давала змоги показати його позитивний, творчий уплив на сусідів».

### Історико-архітектурні елементи
Як показало обмірне креслення на рівні фундаменту храму, церква являє собою центральну хрещату споруду з п'ятьма банями, що розміщені на середохресті та наріжниках хреста. План споруди утворений шляхом перетину двох прямокутників (19,622 м повздовжню рамено та 16,432 м в поперечному напрямку), що мають гранчасте завершення усіх чотирьох боків. Церква триярусна. Два нижні яруси складають зруби, верхній третій восьмерикові вежі, накриті шатровими банями з перехватом і главками з ажурними хрестами. Центральна вежа дещо вища, з прорізаними угорі чотирма віконцями прямокутної форми, посаджена на середохрестя через «кутаси». Бічні вежі також мають по одному малому віконцю прямокутної форми з луковим завершенням.Висота веж із банями 11.5 м, що рівно приблизно половині довгого зрубу. Нижній брус традиційно відмежований широким опасанням, винесеним на випущені вінці зрубу. Другий ярус мас по два більші вікна прямокутної форми на гранях зрубу. Центральний вхід із південного боку, що зумовлено топографічними особливостями. До будови до церкви у вигляді прямокутних приміщень бабинця та річниці. Зруби та вежі мають помітний нахил стін до середини з метою збільшення висоти верхів в інтер'єрі. Очевидно, в період 1900-х рр. проведене збиття трьох чвертей церкви цинковою бляхою, вкритою карбуванням низької мистецької вартості. В інтер'єрі триярусний золочений бароковий іконостас з образами високої мистецької якості, у бічних вежах — пишні дерев'яні барокові вівтарі, виконані на латинський манір із золоченими коринфськими колонами. Внутрішнє малювання сучасне, традиційне, виконане олійними фарбами. Коло церкви зведена чотирибічна триярусна дзвіниця зрубної конструкції, з ажурною галереєю та чотирибічним шатром. Форма дзвіниці присадкувата, цілком характерна для гуцульського регіону та теренів пограничної зони періоду XVII ст., власне, знаходиться село Нижній Вербіж.»
Краєзнавці Михайло Ласійчук та Іван Лудчак подали відомості про початок будівництва церкви — 1756 року — тирор спровадив з гір 24 майстрів, а громада з Княждвора возила ліс. Як бачимо, лише Григорій Семеняк називається у згадуваних артефактах на ім'я, що мало б свідчити про переважне фінансування будівництва. Опитані респонденти називають його також скарбником ватаги опришків. Разом із Семеняком-мельником в історичних джерелах є свідчення про ще одну особу Михайла Малярчука, одруженого дочкою вербізького мельника. Саме цей Малярчук-мельник 1742 року постав перед станіславським міським шляхетським судом за зв'язки з Олексою Довбушем, де відповів, що був родом з села Рудки із-за Кам'янця навчався в руській школі «і так за шкодами ходячи в одну то в другу, дістався тут Вербіжа і почав рік у маляра навчатись малярства….».

### Аналіз і аргументи
Навіть короткочасний огляд споруди вербізької церкви дозволяє стверджувати, що це непересічна пам'ятка сакральної архітектури, не характерна для цього регіону, Ніде поруч у регіоні — Печеніжині, Княждворі чи Коломиї, та й загалом на території Івано-Франківщини, немає п'ятибанних церков. Думається, що саме факт подільського походження Малярчука та його малярська освіта, можливо, відіграли ключову роль при наборі тилу споруди.
За визначенням, п'ятибанна церква — це сакральна споруда, яка над об'ємами п'яти верхів (бань), поставлених на осях навхрест (чотири на наріжниках, п'ята головна посередині). 3 описів Павла Аленського відомо, що середині XVII ст. на східному Поділлі, на Подніпров'ї та Лівобережжі існував уже тип високої дерев'яної хрещатої церкви з п'ятьма банями. Такі церкви були в Умані, Переяславі та Густинському монастирі. Одним і перших цей термін почав уживати В. Щербаківський. Володимир Залозецький уважав, що традиція п'ятиверхих церков буда Україні перервана, і виводить п'ятиверхий тип церкви з новіших часів в Україні від бароко через реставровану 1613 р. Успенську церкву в Києві на Поділлі. У М. Драгана «тип дерев'яної п'яти верхової церкви мусить мати стару традицію в Україні ще княжих часів, бо тільки зо старої нерозрізаної традиції могло піти таке широке розповсюдження п'ятиверхої церкви на Україні. На Заході п'ятиверхий тип належить до дуже рідких випадків. Зокрема ж західні сусіди України не мають зовсім таких хрестових церков».
Хрещаті в плані п'ятиверхі дерев'яні церкви в Гуцульщині будувалися досить рідко, частіше у містах, рідше у великих селах. Церква в п'ять зрубів не могла бути широко розповсюджена, як церква в три зруби, бо коли невелику тризрубну церкву могло собі дозволити собі невелике село, то велику П'ятизрубну церкву могло собі дозволити тільки більше і заможніше містечко або більше заможній фундатор. По візитації 1740 року відома п'ятиверха церква у с. Іспас (зараз с. Гірське, Косівського р-н) споруджена після 1624 року, розібрана 1811 року. Усі інші спорудження в II п. XVII—XIX ст. Церкви з прямокутними раменами мають восьмигранні барабани, посаджені видиму зовні чотиригранну, рівну розмірам зрубу або через залом трохи зменшену: Успенська церква, 1843 року, у с. Коршів Коломийського району; або восьмигранник центрального верху, поставлений чотиригранну основу, а восьмигранники всіх інших верхів не мають зовні видимої чотиригранної основи: церкви Богородиці 1686 року, у селі Рожнів Косівського р-ну.
Той же дослідник аналізуючи пам'ятки сакрального будівництва Гуцульщини зауважує, що серед планів. близьких до рівнораменного хреста, з незначним скороченням бокових рамен можна визначити два типи: a) з прямокутним завершенням рамен ; б) з трьома гранчастими раменами — прямокутне завершення зрубу завжди з боку входу до церкви. Планів із гранчастим завершенням усіх чотирьох рамен, що є приземлені, не мають вертикального розвитку зрубів та верхів, як це спостерігаймо в досліджувальній пам'ятці. Натомість церкви з назвами конструктивними характеристиками були поширені в сусідньому Поділлі (Церква Успіння Богородиці у с. Яришів, 1768 р.), також у Покутті, Подніпров'ї та Слобожанщині — церква Св. Трійці у с. Королівці, 1716р, Чернігівська обл., Покрови Пресвятої Богородиці у Ромнах, 1664 р. церква Введення Пресвятої Богородиці, 1761 р. 3 найближчих найбільш точно повторює план нижньовербізького храму церква Різдва Пресвятої Богородиці у Ходорові, 1768 р.

Появу гранчастих закінчень зрубів, а також перехід центрального квадрата у восьмибічний усі дослідники дерев'яної архітектури XVIII ст. і пов'язують з впливами на народне будівництво стилю бароко. Про це ж саме в іншого дослідника:
«Бароко за своїм головним мистецьким засобом архітектурі, а саме світлом і тінню в заломних площах, перемінив прямокутні простори церкви на восьмикутні». Упливом цього ж стильового напрямку зумовлені й просторові переміни в конструкції храмів — їх високе розкриття ". 
Завдяки цьому:
«всі п'ять бань ніби висять у повітрі ширяють на недосяжній височині, створюючи ілюзію дивної легкості краси висотою розкритого простору верхів». 
Тож, як вдалось довести, церква Різдва Богородиці у селі Нижній Вербіж не належить до типологічної групи гуцульських дерев'яних споруд, а повторює форми сакральних споруд Поділля та Слобожанщини. Церква характеризується складною конструкцію та значними розмірами, що потребувало великих коштів на будівництво. Конструкція церкви та її інтер'єр має виражені риси низового бароко, як то: гранчасті заломи усіх чотирьох рамен конструкції, широке піддашшя та, що дублює його, профільований карниз другого ярусу, що збагачує світлотіньові ефекти; восьмикутні вежі споруди; виразне звуження всіх о6'ємів догори, що додає споруді витонченості та пірамідальної характеристики та привносить до інтер'єру ілюзію легкості та висотного розкриття просторів. Усередині церкви простори перетікають один в другий через просвіти на рівні другого ярусу, додатково моделюючи світлотіньові ефекти. Особа фундатора церкви є цікавою з огляду належності його до опришківського руху цього краю, його барокової культури та потребує окремого дослідження. Можливість включення пам'ятки до світової спадщини ЮНЕСКО ставить її в ряд найвидатніших споруд створених людством. Шкода лиш, що попри перспективи, що відкриваються перед селом у цьому випадку, замість причинитись до реставрації старої церкви, поновлення її гонтового покриття, громада вже зводить неподалік нову кам'яну церкву.
Аналіз наукової літератури Надією Бабій подає актуальність подальшого вивчення процесів і наслідків культурно-духовних взаємовпливів етнографічних традицій та особи фундатора, що своєрідно показалося на сакральній культурі регіону.
Ще слід зауважити, проблема суть якої в тому, що ніхто ніколи не пояснював людям, що таке пам'ятка архітектури і яке до неї має бути відношення, наголошує Володимир Герич, директор історико-культурного заповідника у Жовкві, керівник робочої групи, яка працювала над поданням українських церков до списку ЮНЕСКО. У теологічних закладах не приділяють увагу історії мистецтв та культурі, тому священники не мають уявлення про цінність церков, у яких правлять. Науковці зіткнулися з тим, що більшість священників мріють про новий великий храм, а малу стару церкву з легкістю готові зруйнувати. Священнослужителям доводиться пояснювати, що ні з сучасної цегли, ні з металопластику кращого не побудуєш, тому важливо зберігати те, що нам залишили нащадки.

## Світлини

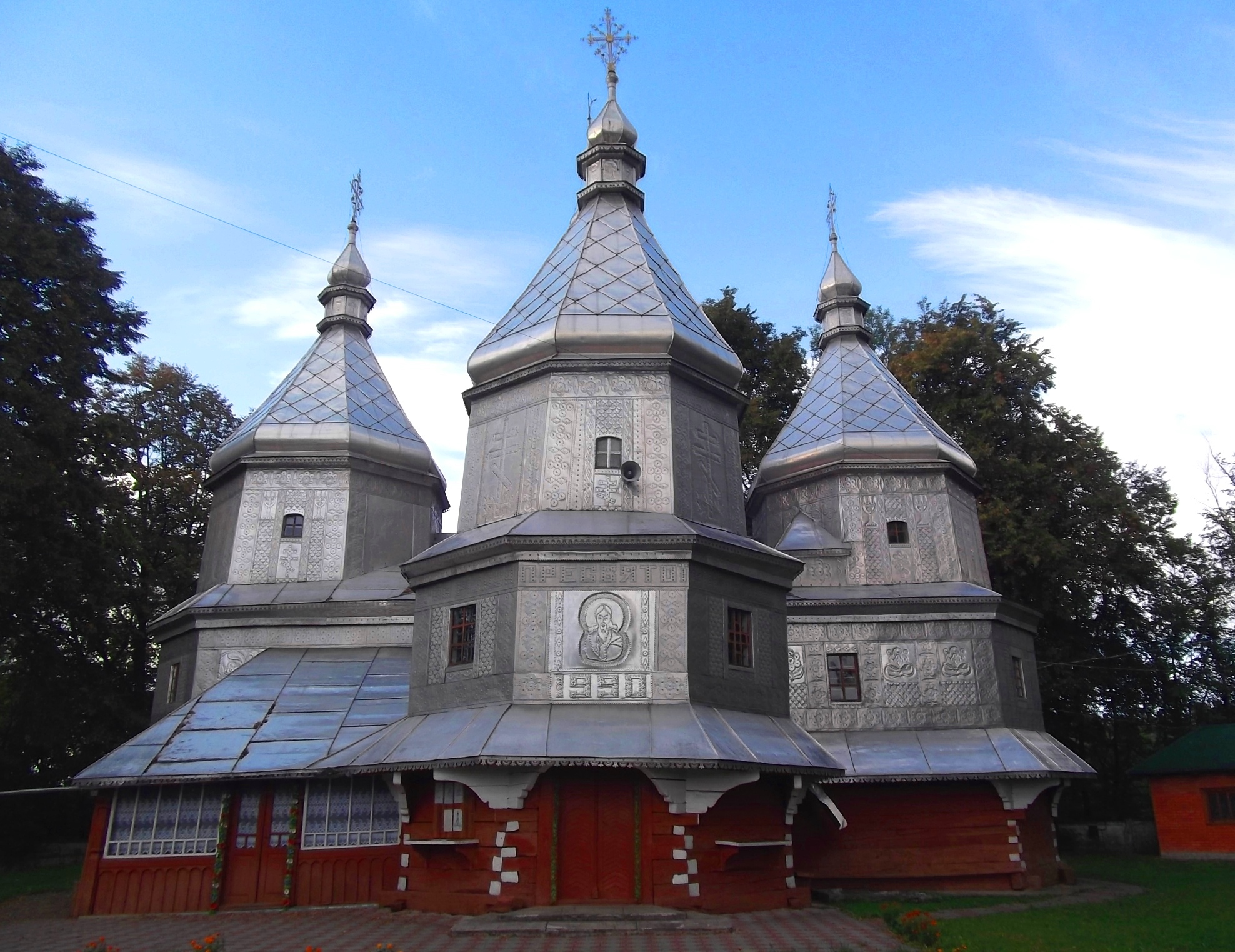
Церква Різдва Пресвятої Богородиці
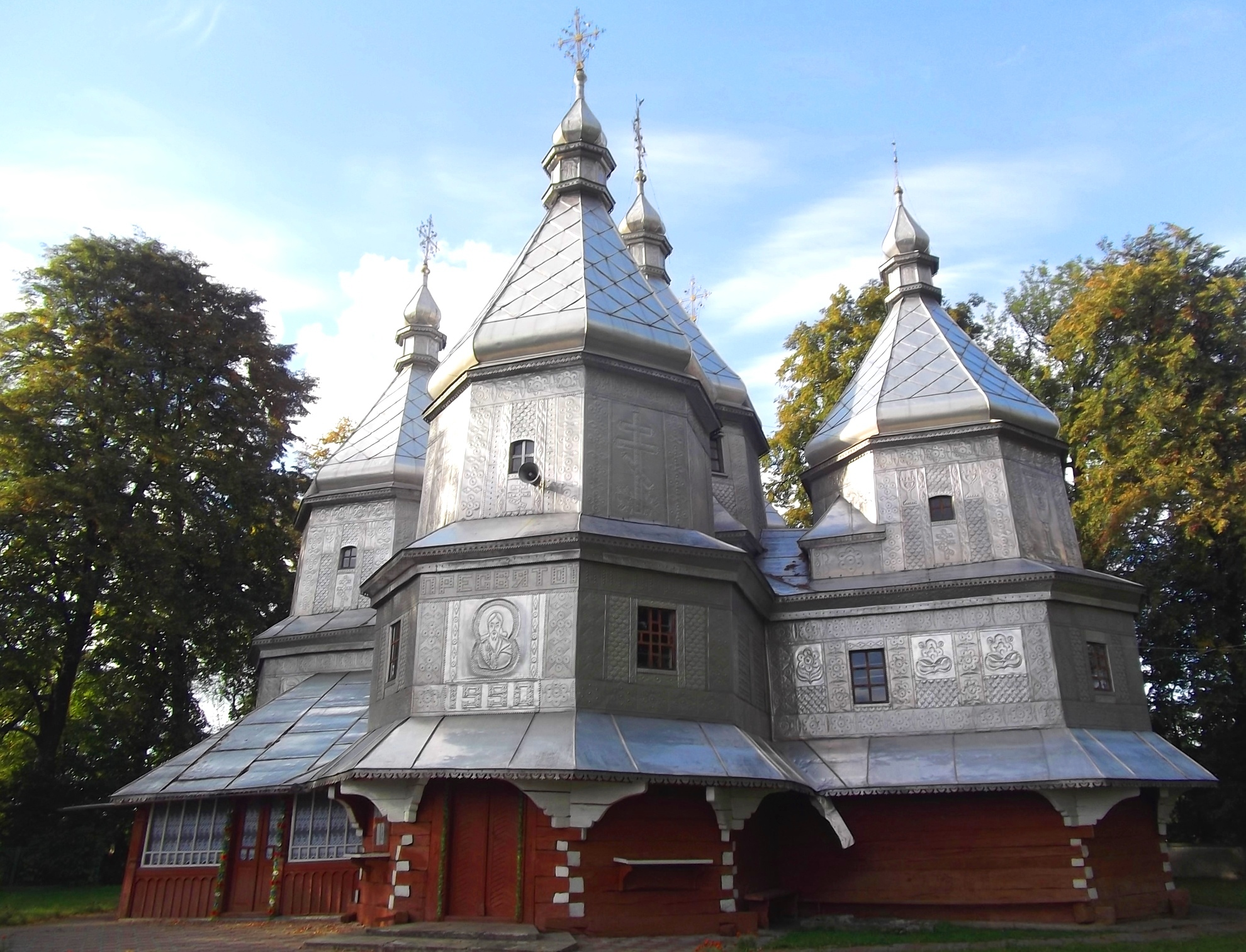
Церква Різдва Пресвятої Богородиці
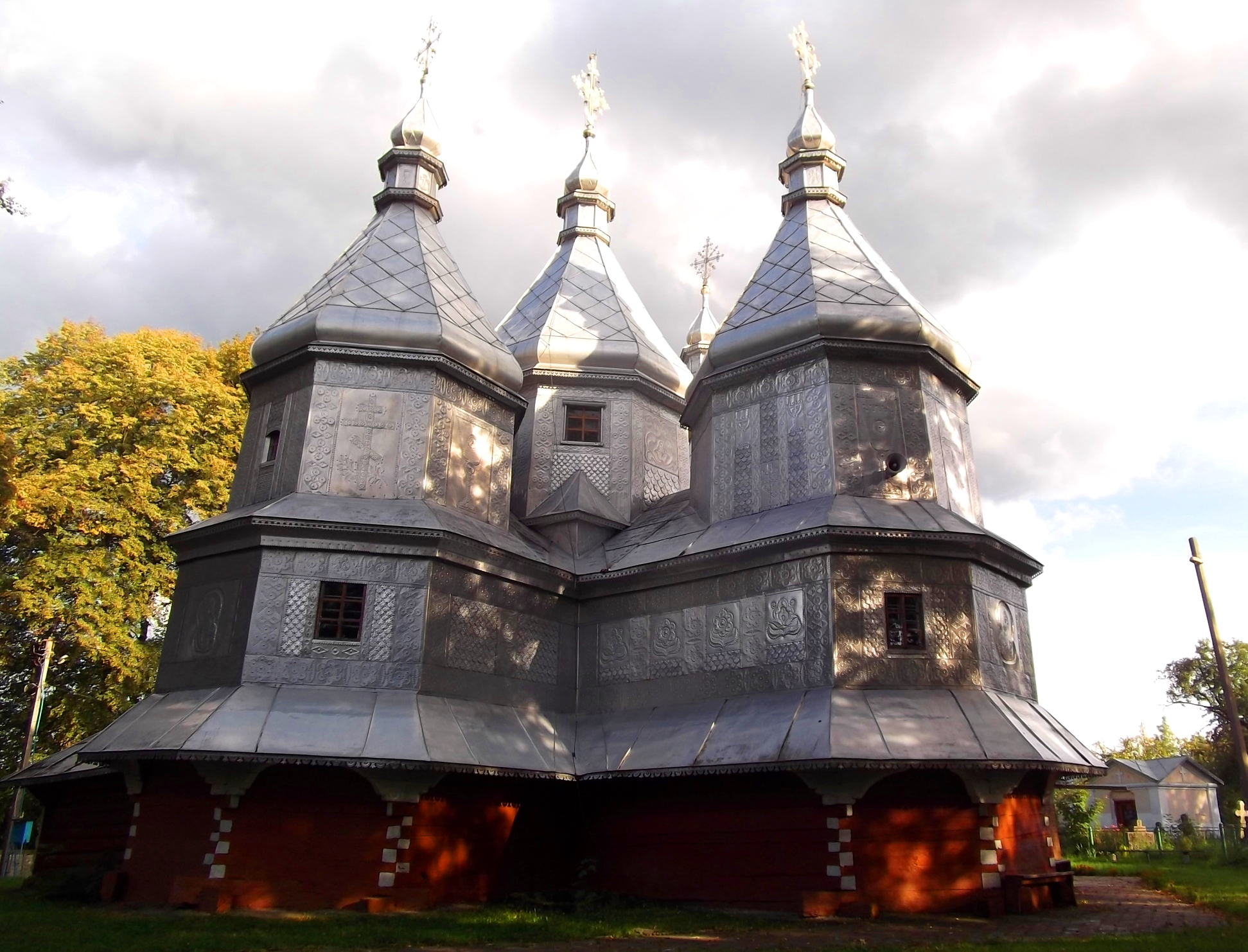
Церква Різдва Пресвятої Богородиці
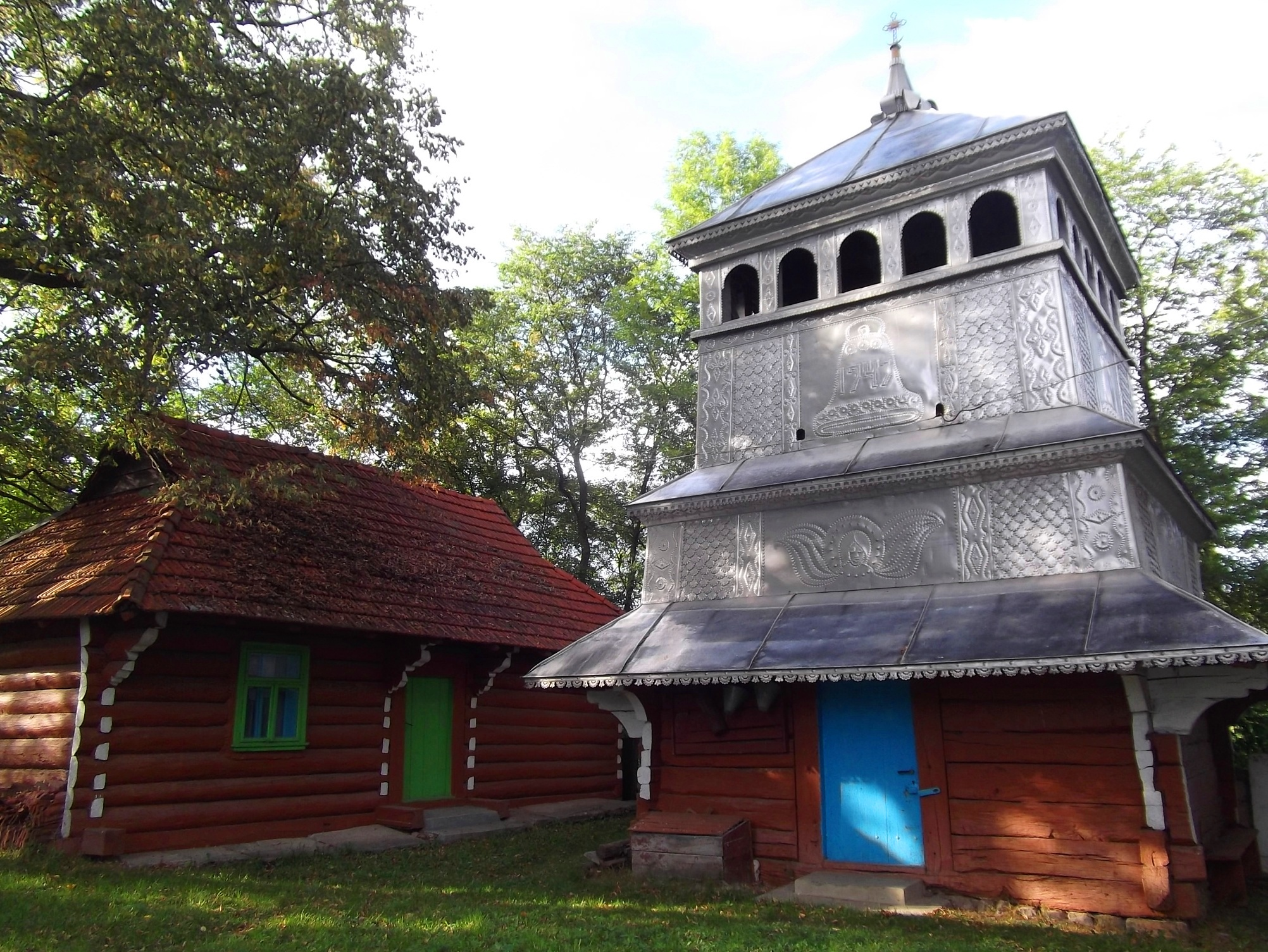
Дзвіниця